# クルテク〜もぐらくんと森の仲間たち〜
『クルテク〜もぐらくんと森の仲間たち〜』（クルテク もぐらくんともりのなかまたち）は、チェコのアニメ作品。

## 概要
クルテク（Krtek）とは、チェコ語で「もぐら」という意味である。1957年に製作が開始され、チェコでは国民的なキャラクターである。絵本も多数出版されており、1961年にチェコでアニメーションで放映された『もぐらくんとズボン』が初めて出版された。
著者はズデニェク・ミレル(Zdeněk Miler)（1921年-2011年）（ズデネック・ミレルと記されることも多い）。
日本では福音館書店から「もぐらとずぼん」「もぐらとじどうしゃ」（エドアルド・ペチシカ文、内田莉莎子訳）、偕成社より「もぐらくんとパラソル」「もぐらくんとゆきだるまくん」「もぐらくんとみどりのほし」「もぐらくんとテレビ」「もぐらくんとクリスマス」（ハナ・ドスコチロヴァー文、木村有子訳）などが出版されている。
また1980年頃にNHKで『ゆかいなもぐら』のタイトルで夕方頃に放送されていた。

## 登場人物
- もぐらくん
  - 好奇心旺盛なモグラの男の子。普段は土の中に住んでいて、穴を掘って森や街などに出没する。
- ねずみくん
  - もぐらくんの一番の親友。知りたがり屋で物知り。猫が苦手。
- かえるくん
  - もぐらくんの友人。川岸に住んでいる。歌が好き。
- うさぎ
- はりねずみ

## 作品
- もぐらくんとズボン（1957年）
- もぐらくんとじどうしゃ（1963年）
- もぐらくんとラジオ（1968年）
- もぐらくんとチューインガム（1969年）
- もぐらくんのにわしごと（1969年）
- もぐらくんとみどりのほし（1969年）
- もぐらくんとどうぶつえん（1969年）
- もぐらくんとはりねずみ（1970年）
- もぐらくんとキャンディー（1970年）
- もぐらくんとテレビ（1970年）
- もぐらくんとパラソル（1971年）
- もぐらくんとマッチばこ（1974年）
- かがくしゃのもぐらくん（1974年）
- もぐらくんとおんがく（1974年）
- もぐらくんのとけいやさん（1974年）
- もぐらくんのだいすきなでんわ（1974年）
- そらとぶじゅうたんともぐらくん（1974年）
- もぐらくんとひよこのたび（1975年）
- もぐらくんのしゃしんやさん（1975年）
- さばくのもぐらくん（1975年）
- もぐらくんのクリスマス（1975年）
- もぐらくんとびっくりおめん（1975年）
- まちにいってしまったもぐらくんたち（1982年）
- ゆめともぐらくん（1984年）
- もぐらくんとおくすり（1987年）
- もぐらくんはえいがスター（1988年）
- もぐらくんとワシ（1992年）
- もぐらくんととけい（1994年）
- もぐらくんとがちょうのおやこ（1995年）
- もぐらくんとせきたん（1995年）
- もぐらくんのなかなおり（1995年）
- もぐらくんとはるのおまつり（1995年）
- もぐらくんとロボット（1995年）
- もぐらくんのピクニック（1995年）
- もぐらくんとまいごのうさぎ（1997年）
- もぐらくんとキノコ（1997年）
- もぐらくんとゆきだるま（1997年）
- もぐらくんとこうずい（1997年）
- もぐらくん、ちかてつでぼうけん（1997年）
- もぐらくんとうさぎのいっか（1997年）
- もぐらくんとフルート（1999年）
- もぐらくんとふしぎないずみ（1999年）